# Districtul Landquart
Landquart este un district din cantonul Graubünden, Elveția. Anterior districtul se numea Unterlandquart și cuprindea în plus față de azi, districtele Prättigau/Davos, Schiers și Seewis. El cuprinde în prezent comunele:

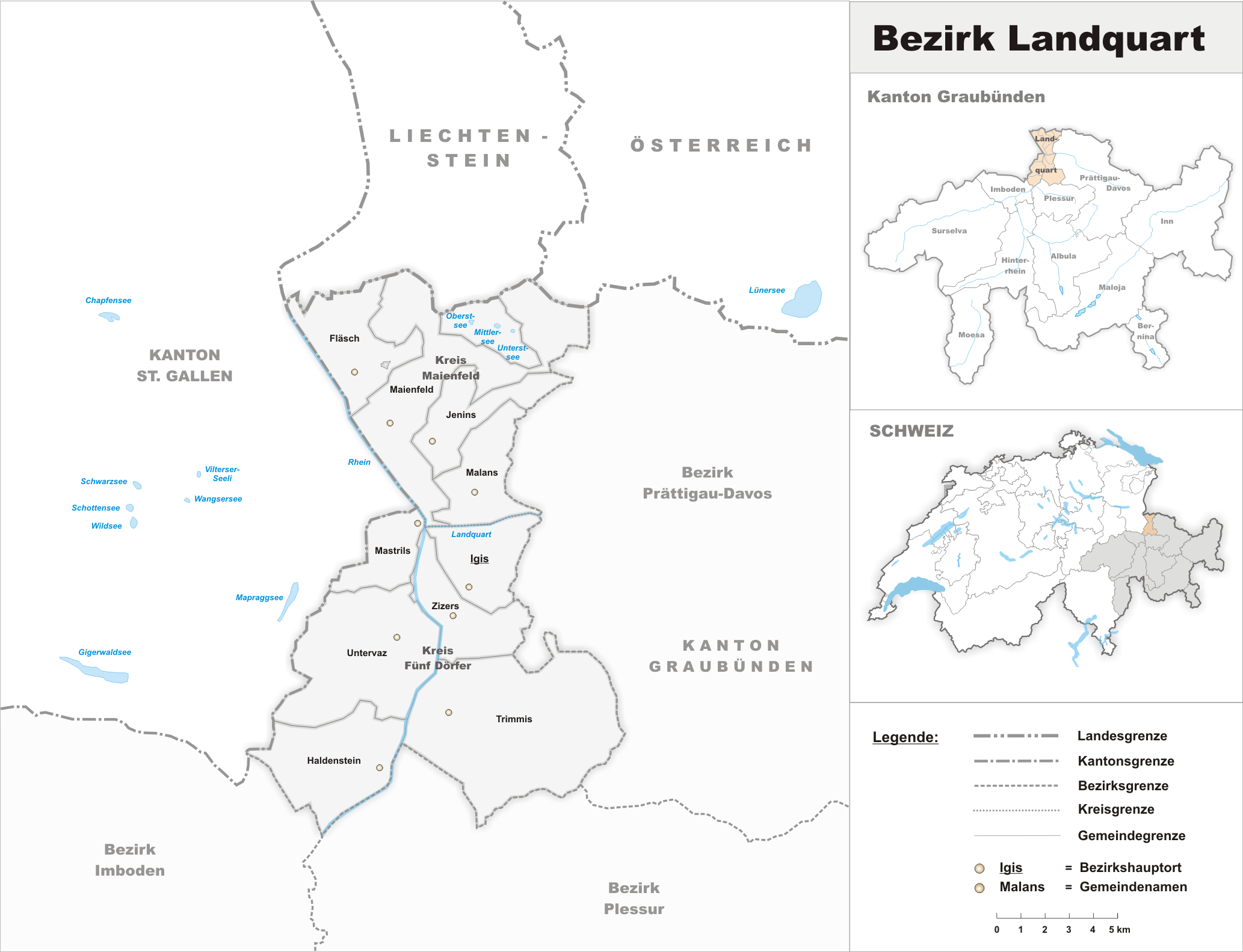
Districtul Landquart

| Nume comună | Nr. locuitori | Suprafața în km² |
| ----------- | ------------- | ---------------- |
| Haldenstein | 970           | 18.56            |
| Igis        | 7529          | 10.88            |
| Mastrils    | 542           | 7.98             |
| Trimmis     | 3013          | 42.87            |
| Untervaz    | 2287          | 27.72            |
| Zizers      | 3197          | 11.01            |
| Fläsch      | 589           | 19.94            |
| Jenins      | 843           | 10.54            |
| Maienfeld   | 2546          | 32.33            |
| Malans      | 2203          | 11.40            |